# يازور
يازور . قرية قديمة، لعلها «بيت الزور» الكنعانية التي ذكرت النقوش المصرية ان «أحمس 1580 ـ 1557 ق. م» الفرعون المصري مطارد الهكسوس من بلاده قد خرّبها مع غيرها من المدن الفلسطينية.
وفي أيام سنحاريب الأشوري 507 ـ 681 ق. م عرفت باسم «آزورو ـ Azuru». وقد عرفت يازور وغيرها من القرى المجاورة لها باسم «بلاد الفتوح»، يذكرون أنها دعيت بذلك نسبة إلى فتوحها أيام الفتح العربي الإسلامي على يد عمرو بن العاص. وقد رأينا هذا الاسم يذكر بـ «بلاد الفتوح السعيد» من جملة البلاد التي يملكها السلطان قلاوون.

## الموقع
تقع يازور في ظاهر يافا الشرقي عند التقاء دائرة عرض 32.3ْ شمالا وخط طول 34.17 شرقا، وذلك إلى الجنوب من مصب نهر العوجا بحوالي 7 كيلو مترات وعلى بعد 60 كيلو متر شمال غرب القدس، ترتفع 25 متراً عن سطح البحر. مساحتها 87 دونماً. يمر بالقرب منها الخط الحديدي الممتد بين يافا والقدس.
لقرية يازور أرض مساحتها «11807»، دونمات منها 615 للطرق والوديان ولليهود 1428 دونماً. تحيط بأراضي هذه القرية أراضي الخيرية وبيت دجن وأراضي مستعمرتي حولون وينتر ومكفه أسرائيل.

## اٍقتصادها
غرس الزيتون في 30 دونماً من أراضي يازور والحمضيات في 6700 دونم، ترويها مياه نحو 140 بئراً ترفع بالمضخات.
وفي السنين الأخيرة عمد أهل يازور على تربية الأبقار الهولندية التي كانت تنتج كميات عظيمة من الحليب. وقدر بعضهم ما كان يرد على القرية من هذه الألبان نحو 25 ألف جنيه في السنة. وأما واردات القرية جميعها فقد قدرت بنحو 140 ألف جنيه فلسطيني يرد معظمها من الحمضيات.

## التعليم
يقدر عدد الملمين بالقراءة والكتابة في قرية يازور بنحو نصف رجالها. وكان فيها مدرسة للذكور وأخرى للبنات تأسست عام 1933 بلغ عدد طالباتها عام 1947 ـ 1948 المدرسي 106 طالبات تعلمهن معلمتان. تدفع القرية راتب احداهن. وفيها مكتبة تضم 90 كتاباً. ويقدر عدد الملمات بالقراءة والكتابة بنحو 5% من نساء القرية.
وتحتوي يازور على «انقاض قلعة من القرون الوسطى (البوبرية) وجدران وعقود وبقايا كنيسة ادمجت في جامع ومدافن).(22)
وفي أوائل ايار من عام 1948 م دخل اليهود يازور بعد أن اضطر أهلها لاخلائها قبل ذلك بأيام قليلة.
عائلة خليل من أكبر العائلات في يازور وكان مصطفى خليل من أكبر ملاكين الأراضي في يازور

## يازور والتهويد
هدم اليهود هذه القرية العريقة تهديما تاماً وأقاموا على بقعتها في كانون الأول من عام 1948 مستعمرتهم أو قلعتهم (آزور ـ Azor) ضمت في نهاية عام 1949 م 360 يهودي بلغوا في عام 1961 (4200).
وفي يازور معهد للجغرافية الطبيعية ومصانع عدة منها مصانع للجلود والأخشاب والأنسجة وغيرها.

## في المراجع والكتب
«بازور» التي ذكرها صاحب معجم البلدان «2 ـ 320» بأنها من قرى فلسطين عن الرملة هي في الحقيقة نفس يازور التي ذكرها في 5 ـ 425 من معجمه.
ولـ «قرية ازور» ذكر كثير في حروب الفرنجة نلخصه بما يلي:
- استولى عليها الفرنجة سنة 492 هـ: 1099 م. ثم اقام فيها فرسان المعبد ـ Tempars قلعة دعوها «قلعة السهول» ـ Class des pains ويقوم جامع القرية على بقعة هذه القلعة وكذلك القباب التي يراها المسافر وهو في طريقه إلى يافا.
- أرسل الوزير الأفضل بن بدر الجمالي، أمير الجيوش بمصر، على أثر هزيمة «سعد الدولة القواسي» بين الرملة ويافا حملة عسكرية إلى فلسطين في عام 496 هـ: 1102 م. بقيادة ولده شرف المعالي. فالتقى مع الإفرنج في 17 أيار من عام 1002 م بيازور. «وقتل منهم مقتلة ـ عظيمة، وعاد من سلم منهم مغلولين، فلما رأى «بغدَوين ـ بُلْدوين الأول» ملك القدس شدة الأمر وخاف القتل والأسر، ألقى نفسه في الحشيش واختفى فيه، ولحقت النار بعض جسده، فلما أبعد المسلمون خرج منه إلى الرملة. وسار شرف المعالي بن الأفضل من المعركة ونزل على قصر بالرملة وبه سبعمائة من أعيان الفرنج، وفيهم بَغْدوين، فخرج متخفياً إلى يافا، وقاتل ابن ا لأفضل من بقي خمسة عشر يوماً، ثم أخذهم، فقتل منهم أربعمائة صبراً وأرسل ثلاثمائة إلى مصر».

وتروى القصة التالية عن كيفية فرار بلدوين من الرملة والتجائه إلى يافا: هاجم الملك بلدوين الأول في ربيع سنة 1101 م قبيلة عربية كانت تعبر الأردن، فقتل معظم رجالها وأسر النساء والأطفال واستولى على قدر ضخم من الغنائم. وكانت من جملة الأسرى زوجة أحد شيوخ القبيلة، وهي حامل على وشك الوضع، فلما علم الملك بلدوين بأمرها، أطلق سراحها ومعها خادمتها وجملان وقدر من الزاد. ولم تلبث المرأة أن وضعت مولودها في الطريق، وعادت إلى زوجها لتروي له ما حدث لها.
وبينما بلدوين يقضي ليلته في الرملة لا يغمض له جفن في انتظار مصيره المحتوم، إذا بشيخ العرب الذي كان بلدوين قد أكرم زوجته في العام السابق يظهر فجأة امام الملك الفرنجي ليرد له الجميل. ذلك ان الشيخ العربي لم يكد يسمع بما حدث للملك الفرنجي حتى تذكر معروفه، وأدرك أنّ الملك بدخوله الرملة قد وقع في المصيدة، فصمم على مساعدته اعترافاً بفضله. وكان أن فتح الملك بلدوين عينيه في ظلام الليل ليجد أمامه الشيخ العربي يقول له: «انّ مثلك لا ينبغي أن يضام. سأساعدك على الفرار لكي تحصل على فرصة أخرى تدافع بها عن نفسك، بشرط أن تقاتل المسلمين كما يقال الشرفاء لا أن تعتدي على المسالمين كما يفعل اللصوص».
وما هي إلاّ لحظة حتى ساعد الشيخ العربي الملك الفرنجي في خلع ملابسه، وألبسه ملابس عربية تنكر فيها بلدوين، وبذلك أمكنه الخروج إلى يافا والنجاة من الأسر!
اتخد «بلدوين» طريقه بعد هروبه من الرملة إلى يافا، غير أنّ القوات المصرية التي كانت تجوب القرى والسهول لمطاردة الفارين اضطرته لأن يقضي ليلتين بيومين يطوف بسفوح التلال الواقعة شمالي الرملة ومنها اجتاز السهل إلى ارسوف «الحرم». وهناك حملته سفينة إنكليزية أوصلته سالماً إلى يافا.
وبعد انتصار صلاح الدين في حطين عام 583 هـ: 1187 م عادت يازور، كما عاد غيرها من المدن والقلاع إلى اصحابها الأصليين.
اضطر صلاح الدين، بعد معركة ارسوف، لتدمير قلعة يازور. ولما احتلها ريكاردوس أعاد بناءها في عام 1191 م.
قام ريكاردوس في نهاية تشرين الأول من عام 1191 م من يافا قاصداً بيت المقدس، فالتقى في يازور بمفارز من جيوش صلاح الدين.
وبسبب تمرد بعض هذه العساكر على صلاح الدين تمكن ريكاردوس من أن يقتل بعض رجالها مما اثار غضب السلطان الذي ظل سائراً حتى وصل إلى يازور. وفيها هدأ من غضبه وسخطه وتغلب عليه كرمه وعفوه. فأمر بأن يجمع الأمراء ليشاركوه في أكل كمية من الفاكهة كانت قد وصلته من دمشق فحضر الأمراء وهم خائفون، فوجدوا من بشره وانبساطه ما أحدث لهم الطمأنينة والأمن والسرور، وانصرفوا على عزم الرحيل «للقتال» كأن لم يجر شيء أصلاً.
وبينما كان ريكاردوس معسكراً قرب يازور في عام 587 هـ: 1191 م أعيدت المحادثات السري من أجل الصلح بينه وبين صلاح الدين. وفي يوم الجمعة 18 شوال من العام المذكور ضرب الملك العادل، الذي ناب عن أخيه في المحادثات المذكورة، بقرب مقدمة جيوشه ثلاث خيام لريكاردوس وأعد فيها كل ما يراد من فاكهة وحلاوة وطعام. وحضر ملك الإنكليز وطالت الإنكليز وطالت بينهما المحادثات إلاّ أنّ هذه المحادثات لم تسفر عن نتيجة.
في 14 نوفمبر/تشرين الثاني 1917 كانت مشاة الحلفاء تتجة نحو الشّرق للسيطرة على القدس، بينما توجهت القوات المحمولة إلى الغرب لاحتلال السهل الساحلي. وفي 1917/11/16 م دخلت فرقة من جنود الحلفاء بقيادة مارشال كارفان التي انشق عنها فوج من قوات الاستطلاع المحمول ليحتل مدينة يافا وقراها، وأثناء مرور هذا الفوج التي يقوده ملازم جايمس في قرية السافرية هاجم الفدائيون الفلسطينيون الجنود وقتلوا ضابطين برتبة ملازم وجرحوا خمسة جنود وما كاد ينتصف النهار حتى وصل الفوج المحمول على الجمال والمسلح بالبنادق النيوزيلاندية إلى قرية يازور لينضم اليه الميجر هاريس الذي كان يعسكر في مدرسة القرية مع 30 من جنودة بعدما قتل اليازوريين ملازما من قواته هولندي الجنسية وجندياّ من أستراليا حيث تم اصطيادهم بين حقول البرتقال التي هاجمها جياع الجنود الذين منعت عنهم الامدادات من جهة الشمال وقد توقفت هذه القوات في يازور لسقي الخيول في وتم سرقة مايزيد عن 2000 صندوق برتقال كان أهل القرية قد جمعوها في موسمهم السنوي، وفي يازور جرى تجميع عدة قوى للحلفاء لاستعادة ترتيبها وقد جعلوا من تمركزهم قاعدة امامية لقواتهم المتجهة إلى اللد ومركز اتصال مع الفرقة الثانية المتوجة إلى القدس حيث بقيت في يازور حتى 20/نوفمبر. ومن ثم توجهت هذه القوى لاحتلال اللد المجاورة بعد معركة دامية في قرية يبنا دامت حتى يوم 22/نوفمبراسرت خلالها قوات التحالف 14 جنديا تركيا وجنديان ألمانيان.
سار الفوج إلى عيون قارة في 27 نوفمبر/تشرين الثاني، وعاد إلى يافا في منتصف ليل 4 ديسمبر/كانون الأوّل بعدما تعرض لهجوم من الاتراك والعرب قتل فيه الملازمان Parbury Jarrett، وجايمس Cundy.
وبسبب الأمطار الغزيرة التي هطلت في تلك الليالي من شهر نوفمبر وديسمبر ولعدّة أيّام في عيون قارة، فقد تعرض العديد من جنود القوات لمختلف الأمراض ولم يتمكنوا من اخلائهم حتى 4/ديسمبر وقد برر قادة الجيش كثرة حالات المرض إلى عدم قدرة جنودهم على مقاومة الرطوبة والمسير الليلي خاصة ان غالبية القوات من المشاة وقد الضباط كمية من الخمور من مستوطنة ريشون القريبة حيث كان اليهود قد اقاموا مصنعا محليا للخمور فيها أدت إلى مهاجمة الفلسطينيين المستوطنة وتدمير الجسر واغلاق الطرق عقوبة لتعاون اليهود مع الأعداء.

## إحصاءات وحقائق
- تاريخ الاحتلال الصهيوني 1 أيار، 1948
- البعد من مركز المحافظة 6 كم شرق يافا
- متوسط الارتفاع 75 م
- العملية العسكرية التي نفذت ضد البلدة شومتز
- سبب النزوح: نتيج

## مشاهير
- عدنان علي خالد، (1934 - 25 أغسطس 1985) كاتب وشاعر.